# Novella (álbum de Renaissance)
Novella es el séptimo álbum de la banda de rock progresivo británica Renaissance, lanzado en 1977.

## Lista de canciones
1. «Can Your Hear Me?» (13:39) 
2. «The Sisters» (7:14)
3. «Midas Man» (5:45)
4. «The Captive Hear» (4:12)
5. «Touching Once (Is So Hard to Keep)» (9:25)

## Integrantes
- Annie Haslam - voz principal y coros
- Michael Dunford - guitarra acústica y coros
- John Tout - piano y teclados
- Jon Camp - bajo eléctrico, chelo, voz y coros
- Terence Sullivan - batería, percusiones y coros

Músicos invitados:
- Richard Hewson - arreglos orquestales

Letras:
- Betty Thatcher